# Swanville (Minnesota)
Swanville és una població del Comtat de Morrison (Minnesota) als Estats Units d'Amèrica.

## Demografia
Segons el Cens dels Estats Units del 2000 Swanville tenia 351 habitants., 142 habitatges, i 91 famílies. La densitat de població era de 265,7 habitants per km².
Dels 142 habitatges en un 31,7% hi vivien nens de menys de 18 anys, en un 49,3% hi vivien parelles casades, en un 9,9% dones solteres, i en un 35,9% no eren unitats familiars. En el 33,8% dels habitatges hi vivien persones soles el 26,1% de les quals corresponia a persones de 65 anys o més que vivien soles. El nombre mitjà de persones vivint en cada habitatge era de 2,47 i el nombre mitjà de persones que vivien en cada família era de 3,14.
Per edats la població es repartia de la següent manera: un 26,5% tenia menys de 18 anys, un 10,3% entre 18 i 24, un 24,2% entre 25 i 44, un 19,4% de 45 a 60 i un 19,7% 65 anys o més.
L'edat mediana era de 36 anys. Per cada 100 dones de 18 o més anys hi havia 84,3 homes.
La renda mediana per habitatge era de 31.250 $ i la renda mediana per família de 45.875 $. Els homes tenien una renda mediana de 31.667 $ mentre que les dones 21.250 $. La renda per capita de la població era de 15.007 $. Entorn del 9,6% de les famílies i el 12,9% de la població estaven per davall del llindar de pobresa.

## Poblacions properes
El següent diagrama mostra les poblacions més properes.